# Tables, Ladders and Chairs match
Tables, Ladders and Chairs match (combat de taules, escales de mà i cadires) o TLC, és un tipus de combat de lluita lliure professional partit d'origen dins de la World Wrestling Entertainment, però pot ser vist en diferents variacions d'altres promocions de lluita lliure.

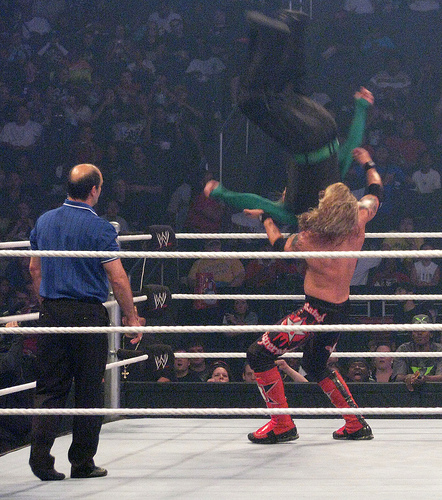
Jeff (saltant) i Edge, uns dels inventors del TLC

## Història
El combat TLC és una variació d'un Ladder match (combat d'escales de mà), que és modificat per incloure les altres dues armes, taules i cadires. El combat TLC generalment lluiten tres o més equips uns contra els altres, o, més recentment utilitzada per a un lluitador contra un altre. L'objectiu és adquirir l'objecte (en general els cinturons de campionat), que comença el partit suspès per sobre de l'anell. Un combat de TLC pot ser vist com una lluita d'escales més complicat, on les taules i cadires, juntament amb escales de mà, també es pot utilitzar com a objectes legals. Això, en comparació amb l'edat relativa dels lluitadors implicats, dona la coincidència d'una atmosfera semblant a la d'un hardcore match.

### World Wrestling Federation/Entertainment
La idea del combat TLC en la WWE va tenir el seu origen en un tag-team ladder match (combat d'escales de mà per parelles), The Dudley Boyz contra Adam Copeland i Christian contra els Hardy Boyz a No Mercy 1999. Els mesos següents, els Hardy Boyz es van enfrontar amb Dudley Boyz en un tag-team Tables match (combat de taules per parelles), que va tenir un èxit semblant.
Després del primer combat TLC, els Dudley Boys van lluitar en uns tag-team hardcore match (combat dur per parelles, els hardore match, són combats on es poden fer servir cadires metàl·liques entre altres armes); els Hardy Boyz van lluitar individualment en un Table Match (combat de taules) contra Undertaker; i Adam Copeland i Christian van lluitar en uns tag-team Ladder matchs (combats d'escales de mà per parelles) i van desenvolupar el "Con-Chair-To", un moviment final de parelles, que consistia en golpejar de manera simultània els enemics amb cadires metàl·liques. Finalment, els tres tag-teams (equips), es van reunir en una Triple Theart Ladder match (combat de triple amenaça d'escales de mà), que es va acabar convertint en un Triple Theart TLC match (combat de triple amenaça de TLC) quan es van afegir taules i posteriorment cadires metàl·liques.

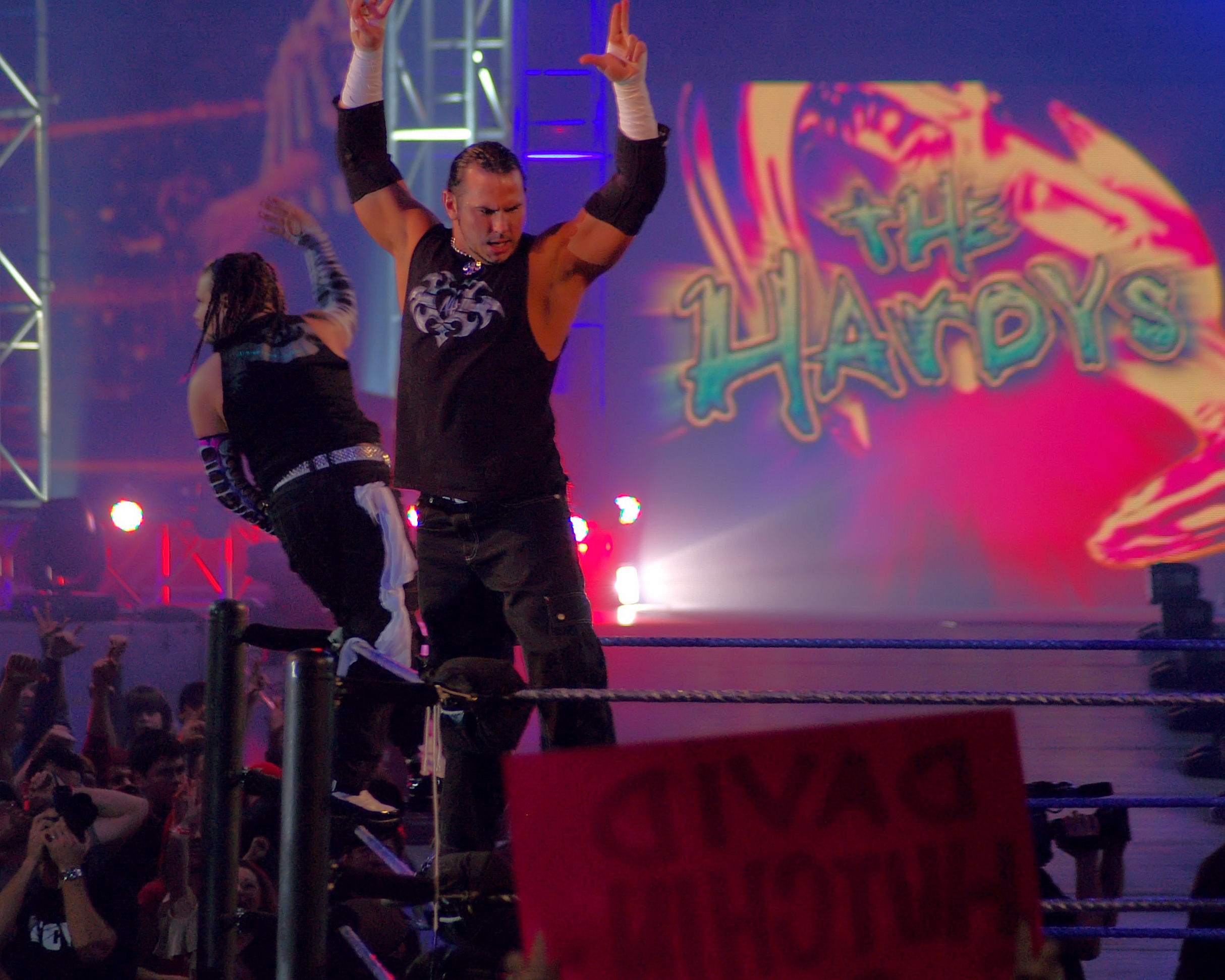
The Hardy Boyz, una de les tres parelles que van lluitar en el primer TLC

El primer Triple Theart TLC match de controvènciaentre aquests tres tag-teams, va ser a SummerSlam 2000. Aquests Triple Theart TLC match amb tanta freqüencia, van popularitzar els membres dels tres tag-teams per acrobàcies perilloses, altes i amb conseqüències com lesions. Els Triple Theart TLC match entre aquest tres tag-teams van arribar a la fi, quan es va desfer el tag-team d'Adam Copeland i Christian. A més, els TLC match o altres combats que incorporaven moltes armes, van crear un augment de lesions i contusions al coll dels lluitadors de la WWE, i que com a conseqüència, va donar lloc a uns combats amb un estil més tradicional sensee armes. Encara que els tag-team Tables match continuen sent, fins a l'actualitat, el combat preferit dels Dudley Boyz (ara conegut com a team 3D), el Team 3D és gairebé l'unic tag team que lluita aquests combats, encara, que els tag-teams Tables match són pocs i molt espaiats.
El següent Triple Theart TLC match amb els tres equips esmentats prèviament, va ser en WrestleMania X-seven després de la reunió d'Adam Copeland i Christian, on les jugades més destacades van ser quan Jeff Hardy va saltar d'una escala de 16 peus (487,86 cm) a sobre de Rhyno Dudley i posteriorment a sobre de Spike Dudley. Aquests combats que van lluitar aquests tres tag-teams, van ser guanyats per Adam Copeland i Christian.

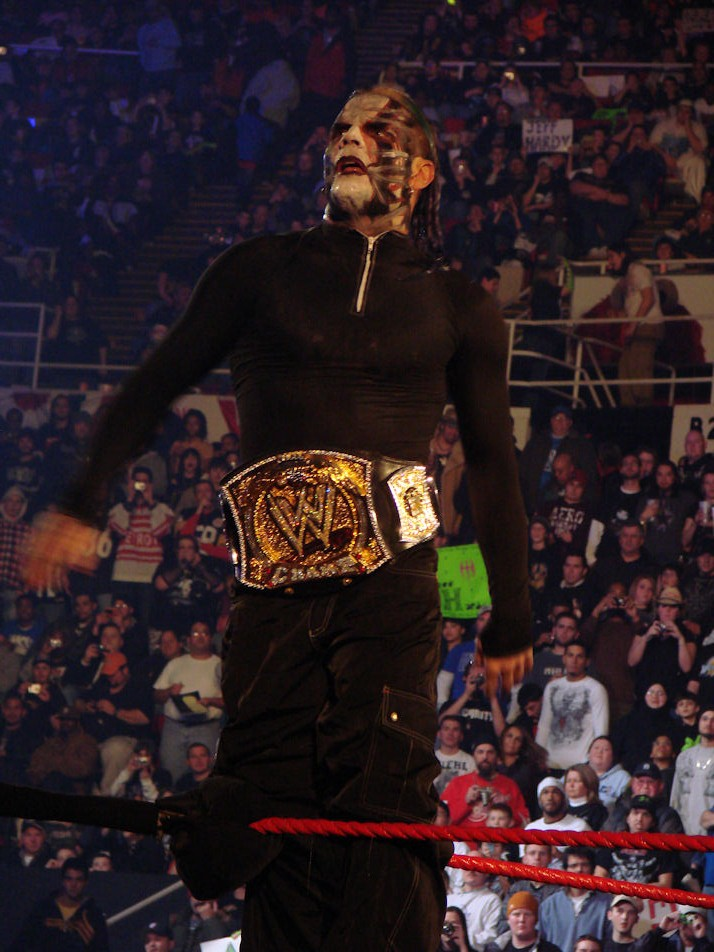
Jeff Hardy amb el WWE Championship

| Num. | Guanyador(s)                                 | Perdedor(s)                                                                      | Títol en joc                      | Esdeveniment                  | Data i lloc                                                    |
| ---- | -------------------------------------------- | -------------------------------------------------------------------------------- | --------------------------------- | ----------------------------- | -------------------------------------------------------------- |
| 1    | Edge and Christian                           | The Hardy Boyz i The Dudley Boyz                                                 | WWF Tag Team Championship         | SummerSlam (2000)             | 27 d'agost del 2000 Raleigh, North Carolina                    |
| 2    | Edge and Christian                           | The Dudley Boyz i The Hardy Boyz                                                 | WWF Tag Team Championship         | WrestleMania X-Seven          | 1 d'abril del 2001 Reliant Astrodome, Houston, Texas           |
| 3    | Chris Benoit i Chris Jericho                 | The Hardy Boyz, The Dudley Boyz i Edge i Christian                               | WWF Tag Team Championship         | SmackDown!                    | 24 de maig del 2001 Honda Center, Anaheim, Califòrnia          |
| 4    | Kane[1]                                      | Christian and Chris Jericho, Bubba Ray i Spike Dudley i Jeff Hardy i Rob Van Dam | World Tag Team Championship       | Raw                           | 7 d'octubre del 2002 Thomas and Mack Center, Las Vegas, Nevada |
| 5    | Edge                                         | Ric Flair                                                                        | WWE Championship                  | Raw                           | 16 de gener del 2006 Raleigh, North Carolina                   |
| 6    | John Cena                                    | Edge                                                                             | WWE Championship                  | Unforgiven (2006)             | 17 de setembre del 2006 Toronto, Canada                        |
| 7    | Edge                                         | The Undertaker                                                                   | World Heavyweight Championship    | One Night Stand (2008)        | 1 de juny del 2008, San Diego, California                      |
| 8    | CM Punk                                      | Jeff Hardy                                                                       | World Heavyweight Championship    | SummerSlam (2009)             | 23 d'agost del 2009, Los Angeles, California                   |
| 9    | D-Generation X (Triple H and Shawn Michaels) | Chris Jericho and The Big Show                                                   | Unified WWE Tag Team Championship | TLC: Tables, Ladders & Chairs | 13 de desembre del 2009, San Antonio, Texas                    |

1  L'uracà havia de ser el company d'en Kane però es va lesionar abans del partit, i no va poder competir

### Extrem Championship Wrestling
En altres promocions, el TLC es va dir d'altres maneres, tot i que tenien una configuració idèntica. En algunes promocions més "dures", es substituïen les cadires per cadenes. Un exemple de les variacions del TLC match és el Tables, Ladders, Chairs and Canes match, aquest combat és un TLC afegint-hi Shinai, també conegut com a Singapore Canes. L'únic combat TLCC que es va disputar, va ser a Guilty as Charged al 7 de gener de 2001 a Hammerstein Ballroom, Nova York amb la participació de Steve Corina, Justin Credible i The Sandman.

## Total Nonstop Action Wrestling

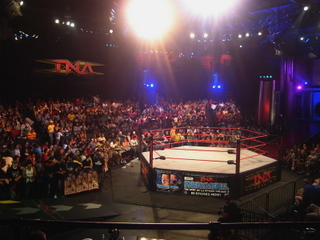
Ring de la Total Nonstop Action Wrestling

El logo de la Total Nonstop Action Wrestling

La Total Nonstop Action Wrestling va utilitzar una variació del combat TLC anomenat "Full Metal Mayhem", com un combat entre Jeff Hardy i Chris Parks en Against All Odds 2005. En aquest combat la TNA donava taules, escales de mà, cadires metàl·liques i cadenes com a armes pel combat.
Chris Parks, també anomenat Abyss va derrotar Jeff Hardy per ascendir en l'escala per recuperar un contracte per a una oportunitat pel NWA World Heavyweight Championship en un futur episodi de TNA IMPACT!.
TNA va tornar a utilitzar el combat "Full Metal Mayhem" de nou en sacrifice 2006 14 de maig 2006, quan Abyss anava un a un amb Christian Cage per al NWA World Heavyweight Championship. Cage va derrotar Abyss per retenir el campionat.
A Victory Road el 2008, es va celebrar el tercer "Full Metal Mayhem", en un combat tres contra tres, que va participar Cristian Cage, A.J. Styles i Terry Gerin contra Dudley Boyz i Kurt Angle, on van sortir guanyadors el Team 3D i Kurt angle.
La TNA va celebrar un quart i últim fins al moment "Full Metal Mayhem", on quatre parelles lluitaven unes contra les altres, que van lluitar The British Invasion cotra Dudley Boyz contra Scott Steinar i Booker Huffman contra Beer Money, Inc per als TNA World Tag Team Championship i el Tag Team Championship IWGP. The British Invasion van perdre el TNA World Tag Team Championship mentre que els Dudley Boyz el guanyaven.